# Список похороненных на Новодевичьем кладбище (Е)
Новодевичье кладбище является одним из самых известных некрополей Москвы. Оно было образовано в 1898 году вдоль южной стены Новодевичьего монастыря, где имеется дворянский некрополь XIX века. В советское время это было второе по значимости кладбище после некрополя у Кремлёвской стены. Многие могилы Новодевичьего кладбища являются объектами культурного наследия. В данной статье представлен список значимых людей, похороненных на Новодевичье кладбище, фамилии которых начинаются на букву «Е».

## Список
- Евдокимов, Александр Иванович (1883—1979) — стоматолог, член-корреспондент АМН СССР (1957), Герой Социалистического Труда (1963); 4 уч. 65 ряд
- Евсеенко, Михаил Андрианович (1908—1985) — министр нефтяной промышленности восточных районов СССР (1946—1948), Министр строительства предприятий нефтяной промышленности СССР (1955), Министр нефтяной промышленности СССР (1955—1957); 10 уч. 2 ряд.
- Евстигнеев, Евгений Александрович (1926—1992) — актёр театра и кино, народный артист СССР; 10 уч. 6 ряд.
- Егоров, Борис Борисович (1937—1994) — лётчик-космонавт СССР, Герой Советского Союза, доктор медицинских наук; 7 уч. пр.ст. 16 ряд рядом с отцом, нейрохирургом Б. Г. Егоровым.
- Егоров Борис Григорьевич (1892—1972) — нейрохирург, директор Института нейрохирургии имени Н. Н. Бурденко (1947—1964), академик АМН СССР (1953); 7 уч. пр.ст. 16 ряд.
- Еланская, Екатерина Ильинична (1929—2013) — актриса кино и театра, режиссёр, создатель и художественный руководитель театра «Сфера»; 7 уч. пр.ст. 8 ряд.
- Еланская, Клавдия Николаевна (1898—1972) — актриса Художественного театра, киноактриса, народная артистка СССР; 7 уч. пр.ст. 8 ряд.
- Еланский, Николай Николаевич (1894—1964) — хирург, генерал-лейтенант медицинской службы (1944), Герой Социалистического Труда (1964), профессор (1932); 6 уч. 10 ряд
- Ельцин, Борис Николаевич (1931—2007) — первый президент России; 6 уч. у Центральной аллеи.
- Елян, Амо Сергеевич (1903—1965) — директор ряда оборонных заводов и КБ, Герой Социалистического Труда (1942); 6 уч. 14 ряд.
- Ениколопов, Николай Сергеевич (1924—1993) — физикохимик, академик АН СССР (1976); 10 уч. 7 ряд.
- Енютин, Георгий Васильевич (1903—1969) — Первый секретарь Запорожского обкома КП(б) Украины и Каменского обкома КПСС; 6 уч. 22 ряд у Центральной аллеи.
- Епишев, Алексей Алексеевич (1908—1985) — советский партийный и военный деятель, дипломат, начальник Главного политического управления СА и ВМФ, генерал армии, Герой Советского Союза; 7 уч. лев.ст. 22 ряд
- Ерёмин, Сергей Николаевич (1903—1975) — трубач, педагог, заслуженный деятель искусств РСФСР (1965), профессор Московской консерватории (1939); колумбарий, 131 секция, в районе 8 уч.
- Ермолова, Мария Николаевна (1853—1928) — русская актриса Малого театра, заслуженная артистка Императорских театров; перезахоронена с Владыкинского кладбища; 2 уч. 22 ряд.
- Еромасов, Пётр Фёдорович (1911—1963) — лётчик транспортной авиации, майор, Герой Советского Союза (1943); 8 уч. 32 ряд
- Ершов, Владимир Львович (1896—1964) — актёр Художественного театра, киноактёр, народный артист СССР; 6 уч. 7 ряд.
- Ефимов, Александр Николаевич (1923—2012) — дважды Герой Советского Союза, маршал авиации (1975), член Общественной палаты РФ.
- Ефимов, Борис Ефимович (1900—2008) — художник-график, карикатурист, действительный член АХ СССР; колумбарий, секция 142, в районе 10 уч. последнего ряда.
- Ефремов, Дмитрий Васильевич (1900—1960) — министр электропромышленности СССР (1951—1953); 8 уч. 6 ряд.
- Ефремов, Олег Николаевич (1927—2000) — актёр театра и кино, основатель и главный режиссёр Театра «Современник», главный режиссёр Художественного театра, профессор Школы-студии МХАТ, народный артист СССР; 2 уч. 17 ряд.
- Ештокин, Афанасий Фёдорович (1913—1974) — председатель исполкома Свердловского областного Совета, Первый секретарь Кемеровского обкома КПСС; 7 уч. лев.ст. 7 ряд.